# Фіаско (роман)
«Фіа́ско» (пол. Fiasko) — філософсько-фантастичний роман письменника-фантаста Станіслава Лема, опублікований в 1986 році; останній великий за формою твір, який підсумовує всю його творчість. Головна ідея, покладена в основу роману — глибокий песимізм з питання контакту різних цивілізацій, бо їх розділяє не відстань, а культура і походження. Після публікації «Фіаско» Лем оголосив, що більше не займатиметься белетристикою: надалі він обмежився публіцистикою або малою формою. Перша глава написана не пізніше 1975 року, роман завершено в жовтні 1985 року, перше видання вийшло німецькою мовою в 1986 році в Німеччині .

## Сюжет
Дія роману відбувається в двох часових пластах майбутнього. Дія першого розділу книги відбувається в XXI столітті на Титані, де пілот Ангус Парвіс шукає зниклу групу людей, до яких входить і пілот Піркс — один з постійних героїв Лема. Для пошуків Парвіс користується гігантським людиноподібним екзоскелетом («великохід») — діґлатором, який оснащений пристроєм для екстреного занурення людини в анабіоз. Екзоскелет зазнає аварії в області кріогейзерів («Бірнамський ліс»), і Парвіс заморожується до часу, коли прибуде порятунок (Лем називає цей процес вітрифікація, проте в деяких виданнях вживається термін нітрифікація, зважаючи на засіб заморозки — рідкий азот).
Основна сюжетна лінія роману розгортається приблизно через сторіччя на борту зорельота «Еврідіка», який повинен стартувати з орбіти Титана до зоряного скупчення Гарпії. Корабель повинен розігнатися пусковою установкою, розташованою на Титані. Під час її монтажу роботи виявляють у товщі аміачно-метанового льоду фрагменти декількох сильно пошкоджених діґлаторів з фрагментами заморожених людських тіл усередині. Останки забирають, щоб оживити в разі можливості. В результаті з'ясовується, що з них можна відновити тільки одного із заморожених астронавтів, до того ж невідомо, хто це, Парвіс або Піркс. Єдиний вцілілий при вітрифікації документ — це надірваний аркуш паперу з прізвищем, де розібрати можна тільки велику літеру П (далі в тексті зустрічаються натяки на обох пілотів). Відроджений втрачає пам'ять про свою особистість, бере собі псевдонім Марк Темпе і стає повноправним членом зоряної експедиції «Еврідіки».
Після маневрів біля чорної діри орбітальний модуль «Гермес» досягає системи дзета Гарпії (невідома астрономії XXI ст., бо прихована туманністю Вугільний мішок), де виявлена п'ята планета, безсумнівно, з високорозвиненою технологічною цивілізацією. На орбітах навколо планети обертається майже мільйон штучних супутників. Кілька з них земляни беруть на борт і бачать принципово відмінний від земного напрямок розвитку фізики і технологій.
На супутнику планети виявлені сліди покинутих масштабних інженерних робіт: літосферні магнітопроводи в мережі шахт, працююча мережа термоядерних мікросонць тощо. Астронавти називають планету Квінтою і починають процедуру сигнального контакту, проте відповіді не отримують, спроба висадити на планету автоматичний зонд приводить до його знищення. Астронавти поступово доходять висновку, що на планеті нещодавно відбулася велика техногенна катастрофа або ряд катастроф. Квінтяни спробували викинути на навколопланетну орбіту частину океанських вод, щоб звільнити континентальні шельфи, але робота не завершилася, у результаті чого крижане кільце плавиться від тертя об верхні шари атмосфери, заливаючи екваторіальні зони планети безперервними зливами. Вимальовується картина розколотої в соціальному і політичному планах цивілізації. Нині держави на поверхні Квінти та її близькому космічному просторі ведуть якусь подобу «холодної війни», зокрема, заглушивши всі частоти радіодіапазону чистим білим шумом.
Після спроби знищення квінтянами «Гермеса» астронавти приходять до необхідності примусу квінтян до контакту. Вони планують зруйнувати невеликий природний супутник планети, однак квінтяни збивають частину ракет, що призводить до падіння уламків супутника на Квінту та катастрофи планетарного масштабу. Не отримавши ніякої задовільної для землян реакції, екіпаж «Гермеса» влаштовує грандіозне лазерне шоу на хмарах, що приховують поверхню планети, показавши «казку», що описує еволюційний розвиток землян, після чого отримує запрошення на посадку. Побоюючись пастки, астронавти відправляють безпілотну копію «Гермеса», яку квінтяни руйнують при посадці. Екіпаж справжнього «Гермеса» знищує крижане кільце, яке оперізує Квінту, викликавши ще одну катастрофу.
Нарешті, квінтяни погоджуються прийняти посла, яким викликається бути Темпе. Квінтян попереджають, що в разі загибелі посла, «Гермес» знищить усю їхню цивілізацію орбітальним лазером, який порушить рівновагу літосферних плит. Темпе дано вказівку виходити на зв'язок з інтервалом кожні сто хвилин після посадки. Приземлившись, пілот не виявляє жодних слідів зустрічі. Зацікавившись дивними структурами навколо посадкового майданчика, Темпе йде їх досліджувати і забуває вийти на черговий сеанс зв'язку. Він розуміє, ким же насправді є квінтяни — численні невеликі пагорби. Але тут з орбіти на весь район висадки обрушується смертоносний лазерний удар.

## Проблематика
«Фіаско» — останній роман Лема, присвячений проблемі контакту (ряд включає романи «Едем», «Соляріс», «Непереможний», «Голос Господній» тощо). Лем глибоко песимістично ставиться до перспективи першого контакту з огляду на те, що земляни не бажають справжнього контакту, а шукають у всесвіті своїх двійників. Їх неприйняття чужого і бажання здійснити контакт за всяку ціну роблять місію в «Фіаско» приреченою ще до її початку. Цю точку зору висловлює один з героїв роману — монах ордену домініканців Араго, посланник Ватикану в експедиції.
Як і всі твори Лема, «Фіаско» рясніє багатьма нетривіальними науково-фантастичними ідеями. Найважливіші з них:
- Методи запуску міжзоряних експедицій з використанням чорних дір, що дозволить повернутися на Землю в межах життя одного покоління людей, тобто з тим же екіпажем.
- Проект швидкої глибокої заморозки людського організму при потраплянні в екстремальну ситуацію (вітрифікація), що дозволить зберегти тканини головного мозку і повернути замороженого до життя.
- Теорія «вікон контакту», заснована на парадоксі Фермі. На думку С. Лема, кожна технологічна цивілізація має відносно вузький період в своєму розвитку, коли її представники цікавляться проблемами космосу і можуть стати об'єктом контакту. Таким чином, слід запускати міжзоряну експедицію не до розвиненої цивілізації, а лише до «лялечки», яка має ймовірність розвинутися в технологічну цивілізацію.
- Планетна інженерія, зокрема, викид в навколопланетний простір деякого об'єму світового океану (до 10 %) з метою спрощення освоєння материкових шельфів і збільшення площі жилої поверхні.
- Описану в романі ескалацію «холодної війни» в космосі Лем пояснив в есе «Сферомахія» 2001 року, написаному з приводу розвитку протиракетної оборони США.

## «Кришталева куля»
До складу роману увійшли два фрагменти фантастичної повісті Лема «Кришталева куля» 1954 року (в глави «Рада» і «Знайда»), що мають паралелі з описаною проблематикою контакту з Квінтою (і взагалі з іншим розумом) і поведінкою землян.

## Переклади українською
- Станіслав Лем. Футурологічний конгрес. Розповіді про пілота Піркса. Голем XIV. Фіаско. — Тернопіль : НК-Богдан, 2017. — Т. 4. — 880 с. — (П’ятикнижжя Лемове) — ISBN 978-966-10-4537-7.
- Станіслав Лем. Фіаско / пер. з польської Лесі Вороніної та Дмитра Андрухіва // Всесвіт. — 1990. — № 2..5.